# NGC 7054
NGC 7054 је ознака објекта на координатама са ректансцензијом 21h 20m 43,5s и деклинацијом + 39° 10" 18'. Открио га је Жан Мари Едуар Стефан, "*". септембра 1872. Каснијим посматрањима на том положају није уочен никакав астрономски објекат.